# Machine Shop Recordings
Machine Shop Recordings is een platenmaatschappij onder de hoede van Warner Bros. Records, opgericht door de leden van Linkin Park. Het label heette vroeger The Shinoda Imprint maar werd hernoemd in 2004 toen de andere leden van de groep meer betrokken raakten. Tegenwoordig runnen Mike Shinoda het bedrijf als producer en Brad Delson als A&R. 
"Machine Shop Recordings, a joint venture with Warner Brothers Records, specializes in discovering and supporting career artists. By working with each artist to build and sustain a fanbase from the ground up, Machine Shop Recordings has defined a uniquely artist-driven niche within the music industry."
Machine Shop Marketing helpt het publiceren van acties van verschillende grote bands, onder andere: Papa Roach, Weezer en Staind. Machine Shop Marketing geeft ook elke band een eigen "street team".

## Pauze
Eind 2008 maakte Shinoda bekend dat het label op een tijdelijke pauze gaat in verband met verschillen met Warner Bros. in de creatieve en non-creatieve aspecten van het album Reseda Beach. Het label blijft doorgaan met projecten met de marketingafdeling, maar de artist development en labelafdeling van het bedrijf gaan op winterslaap. Reseda Beach, het aankomende studioalbum van de Styles of Beyond zou het eerste album van de rapgroep zijn onder deze labelprint. Maar vanwege een te lage budget gegeven door Warner, werd de albumrelease telkens uitgesteld. Het album wordt nu independent uitgebracht. 

## Leden

### Huidige leden
- Fort Minor

### Gedeeltelijke leden
- Linkin Park
- Army of Anyone
- Alexa Ray Joel

### Voormalige leden
- Simplistic
- The Rosewood Fall (uit elkaar)
- No Warning (uit elkaar)
- Styles of Beyond
- Holly Brook

De albums van Linkin Park die exclusief voor hun fanclub waren, zijn eveneens ondergebracht onder dit label, terwijl de officiële albums door Warner zijn uitgebracht.

## Albums

### Volledig door MSR
Linkin Park
- Underground V2.0
- Linkin Park Underground 3.0
- Linkin Park Underground 4.0
- Linkin Park Underground 5.0
- Linkin Park Underground 6.0
- Collision Course / met Jay-Z
- Linkin Park Underground 7.0
- Linkin Park Underground 8.0

Fort Minor
- Fort Minor: Sampler Mixtape
- Fort Minor: We Major

### Met Warner
Linkin Park
- Collision Course / met Jay-Z
- Meteora
- Minutes to Midnight

Fort Minor: 
- The Rising Tied